# Patachou... chante Brassens
Patachou... chante Brassens è un album discografico che raccoglie canzoni composte da Georges Brassens, interpretate dalla cantante francese Patachou, pubblicato nel 1953 dalla Philips. Fu la prima registrazione di Brassens che fu pubblicata su un disco.
Nel marzo del 1951 Georges Brassens catturò il momento cruciale per il lancio della carriera, quando la giovane cantante Patachou cantò le sue canzoni nel suo cabaret. Lei chiamò sul palco il compositore; il pubblico riconobbe immediatamente il suo talento e lo accolse con entusiasmo.
Patachou continuò a sostenere la musica di Brassens: finché nel dicembre del 1952 pubblicò un long-playing, con la sua interpretazione di diverse canzoni dell'autore, con l'accompagnamento dell'orchestra di Leo Clarens.  

## Tracce
Testo e musica di Georges Brassens, tranne dove indicato 
1. J'ai Rendez-Vous avec Vous
2. Les Amoureux des bancs publics
3. Brave Margot
4. La Prière  (Francis James)
5. Maman, Papa
6. La Légende de la Nonne (Victor Hugo)
7. Le Bricoleur (Jacques Metehen)
8. La Chasse aux papillons